# Ludwig von Sybel

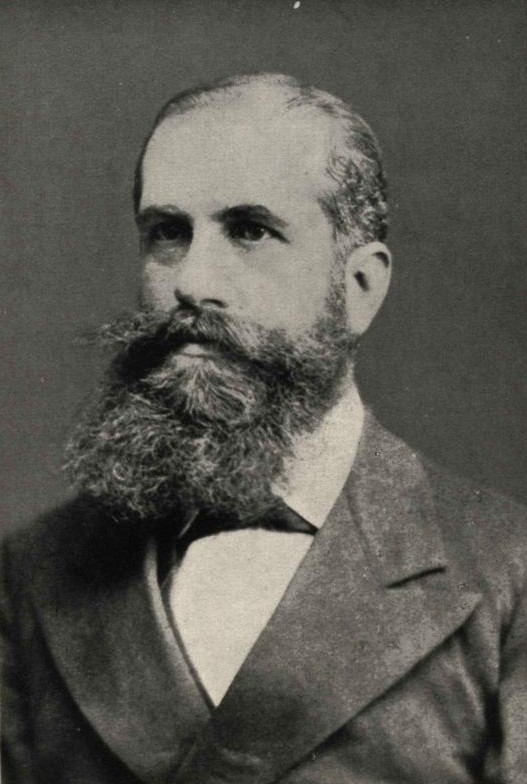
Ludwig von Sybel

Ludwig von Sybel (* 1. Juli 1846 in Marburg; † 26. März 1929 ebenda) war ein deutscher Klassischer Archäologe.

## Leben
Ludwig von Sybel stammt aus einer alten, ursprünglich in Soest beheimateten, durch Heirat sehr vermögenden, protestantischen Pastoren- und Lehrerfamilie. Sein Vater war der Historiker und Politiker Heinrich von Sybel (1817–1895), sein Onkel der Wirtschaftspolitiker Alexander von Sybel (1823–1902). Er studierte in Göttingen und Bonn Archäologie und Klassische Philologie. 1872 habilitierte er sich in Marburg für Klassische Philologie; 1877 wurde er dort zum außerordentlichen Professor für Klassische Archäologie ernannt. Studienreisen führten ihn 1871–1872 nach Italien, 1879–1880 nach Paris und Griechenland, 1886 nach England. Am 23. März 1888 wurde er zum Ordinarius für Klassische Archäologie und Kunstgeschichte berufen; 1898/99 war er Dekan der Philosophischen Fakultät, 1906/07 Rektor seiner Universität. 1908 wurde ihm der Titel eines Geheimen Regierungsrats verliehen. Mit Ende des Sommersemesters 1911 wurde er emeritiert.
In Marburg begründete er die Abguss- und Antikensammlung. Ungewöhnlich für einen Klassischen Archäologen der damaligen Zeit war seine Beschäftigung mit der Spätantike. Von Sybels Bedeutung für die Christliche Archäologie besteht darin, dass er die frühchristliche Kunst nicht mehr nur als Quelle oder Illustration der Theologie- und Kirchengeschichte oder als Vorstufe der christlichen Kunst des Mittelalters und der Neuzeit, sondern als künstlerische Hervorbringung eigenen Rechts am Ende der Antike darstellte.
Seit dem 3. September 1883 war er mit der Fabrikantentochter Adele Keller verheiratet und hatte zwei Kinder, den Philosophen Alfred von Sybel (1885–1945) und die Tochter Bertha verh. Stäubli (1888–1971).

## Veröffentlichungen (Auswahl)
- Mythologie der Ilias. Marburg 1877
- Katalog der Skulpturen zu Athen. Marburg 1881
- Weltgeschichte der Kunst bis zur Erbauung der Sophienkirche. Marburg 1888, 2. Aufl. 1903
- Platons Technik, am Symposion und Euthydem nachgewiesen. Marburg 1889
- Gedanken eines Vaters zur Gymnasialsache. Marburg 1903
- Christliche Antike. Einführung in die altchristliche Kunst, 2 Bände. Marburg 1906. 1909
- Frühchristliche Kunst. Leitfaden ihrer Entwicklung. München 1920